# Ministère des Transports (Colombie)
Pour les autres articles nationaux ou selon les autres juridictions, voir Ministère des Transports.
Le Ministère des Transports (espagnol : Ministerio de Transporte) est le ministère colombien qui s'occupe de la régulation des transports.